# Anticomopsis longicaudata
Anticomopsis longicaudata är en rundmaskart som först beskrevs av Benjamin G. Chitwood 1951.  Anticomopsis longicaudata ingår i släktet Anticomopsis och familjen Anticomidae. Inga underarter finns listade i Catalogue of Life.